# Chromi(III) picolinat
Chromi(III) picolinat (Cr(C6H4NO2)3), viết tắt Cr(Pic)3 là một hợp chất hóa học hữu cơ được bán như một chất bổ sung dinh dưỡng để điều trị bệnh tiểu đường loại 2 và thúc đẩy giảm cân. Hợp chất phối hợp ánh sáng đỏ này có nguồn gốc từ Chromi(III) và axit picolinic. Một lượng nhỏ Chromi cần thiết cho việc sử dụng glucose bằng insulin trong điều kiện sức khoẻ bình thường, nhưng sự thiếu hụt rất hiếm và chỉ được quan sát thấy ở bệnh nhân về chế độ ăn kiêng dài hạn. Chromi đã được xác định để điều chỉnh insulin bằng cách tăng độ nhạy của thụ thể insulin. Như vậy, Chromi(III) picolinat đã được sử dụng như một phương pháp điều trị bệnh đái tháo đường loại 2, mặc dù hiệu quả vẫn còn gây nhiều tranh cãi do các nghiên cứu lâm sàng trái ngược nhau và /hoặc kém. Chromi(III) picolinat đã được mô tả như là một "nghèo [...] dinh dưỡng bổ sung".

## Lịch sử
Một nghiên cứu năm 1989 cho thấy Chromi(III) picolinat có thể giúp giảm cân và làm tăng khối cơ dẫn đến việc sử dụng thêm chất bổ sung Chromi(III) picolinat, được sử dụng rộng rãi nhất sau các chất bổ sung Ca2+. Một tổng quan Cochrane 2013 không thể tìm ra "bằng chứng đáng tin cậy để thông báo các quyết định của công ty" để hỗ trợ các tuyên bố này. Nghiên cứu nói chung đã chỉ ra rằng nó cải thiện độ nhạy cảm insulin bằng cách kéo dài hoạt động của nó hoặc lên điều chế việc sản xuất mRNA để tạo ra nhiều thụ thể insulin hơn.
Trong số các kim loại chuyển tiếp, Cr3+ là chất gây nghiện gây nhiều tranh cãi nhất xét về giá trị dinh dưỡng và độc tính. Cuộc tranh cãi này tập trung vào việc liệu Cr3+ có cung cấp bất kỳ lợi ích dinh dưỡng nào cho con người, tạo thành nền tảng của ngành công nghiệp trị giá hàng triệu đô la với doanh số bán hàng thứ hai sau các sản phẩm chứa Ca. Hơn nữa, cuộc tranh cãi này được khuếch đại bởi thực tế là không có phân tử sinh học chứa Cr có cấu trúc của chúng, cũng không có phương thức hoạt động nào được xác định. Thử nghiệm đầu tiên dẫn đến sự phát hiện Cr3+ đóng vai trò chuyển hóa glucose, dạng hoạt tính sinh học của kim loại này tồn tại trong một protein gọi là yếu tố glucose, tuy nhiên, những bằng chứng mới cho thấy nó chỉ đơn giản là một hiện vật thu được từ các phương pháp cách ly.